# 斑胸草雀
斑胸草雀又称珍珠鸟，屬於雀形目梅花雀科，分佈於澳洲全境，除了約克角半島、南部沿海地區、塔斯馬尼亞島。其种加词“guttata”意为“点状纹样的”。
身長10-11cm，主要以禾本科植物的種子為食。
斑胸草雀與其他梅花雀科鳥類同樣有高度的社會性，雄鳥會通過"唱情歌"向雌鳥求偶。
常用于脊椎动物脑、行为和演化研究的模型。

## 亞種
曾有一個亞種，但已升級為一個獨立物種：
- T. g. guttata - 斑胸草雀
- Taeniopygia castanotis 同義詞 T. g. castanotis - 澳洲斑胸草雀、栗耳草雀

## 同科鳥類
- 雙斑草雀
- 斑文鳥
- 白腰文鳥
- 白喉文鳥
- 黑頭文鳥
- 十姊妹
- 文鳥
- 胡錦鳥

## 文学作品
作家冯骥才曾以该鸟为原型撰写文章《珍珠鸟》。